# Sciara schmidbergeri
Sciara schmidbergeri är en tvåvingeart som först beskrevs av Vincenz Kollar 1837.  Sciara schmidbergeri ingår i släktet Sciara och familjen sorgmyggor.
Artens utbredningsområde är Österrike. Inga underarter finns listade i Catalogue of Life.